# Josep M. Bohigas
Josep M. Bohigas Masoliver. Bañolas 1906 - Barcelona 1971. Fue un escultor y policromador español.
Formado en la escuela de Olot, más tarde recibió clases del escultor Josep M. Camps, en la Escuela Llotja de Barcelona, donde fue profesor en la especialidad de policromía.

Sus obras, casi todas de carácter religioso, están la mayoría policromadas, con una técnica especial dejando entrever el golpe de la gubia, colaboró en este menester con los escultores Frederic Marès y Josep Clarà.

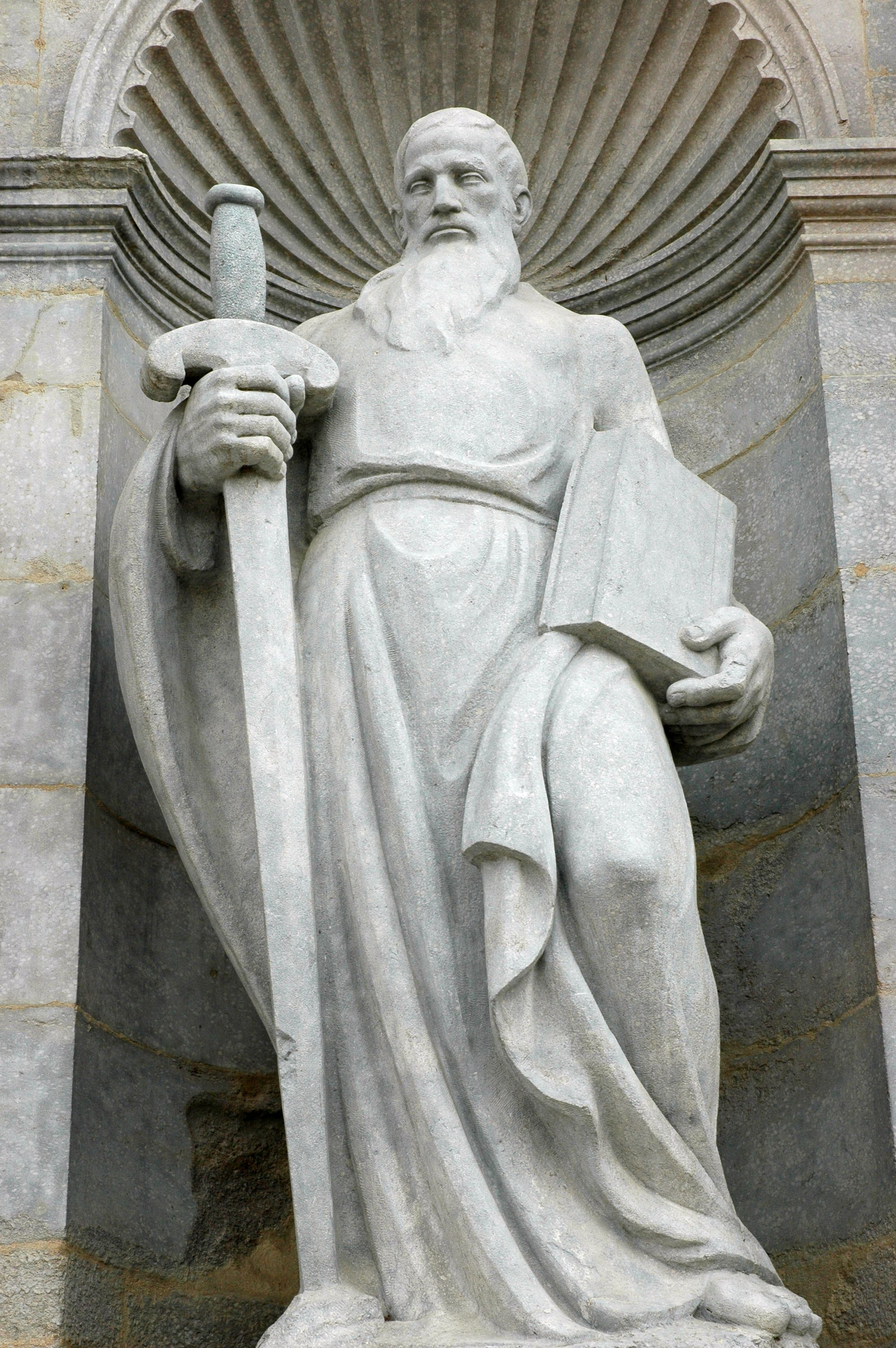
Catedral de Girona - Escultura de Sant Pau de Josep Maria Bohigas

Tiene imágenes en la iglesia de Santa María de su ciudad natal (Bañolas) y en el año 1962 realizó las esculturas de San Pedro y San Pablo, para la fachada de la Catedral de Gerona.